# Avenida Real de Pinto
La avenida Real de Pinto es la avenida principal del barrio de Villaverde Alto, en el distrito de Villaverde.
Atraviesa el barrio de norte a sur, cruzando las zonas más pobladas de este.
Transcurre entre el cruce de las calles Alcocer, Villalonso y carretera de Carabanchel y Villaverde (en su extremo norte) y el límite del término municipal de Getafe en su extremo sur, cerca de la carretera de circunvalación M-45.
Recibe el nombre del viejo Camino Real de Pinto, empleado por la realeza en sus frecuentes viajes a Aranjuez en los siglos XVIII y XIX, hecho de gran relevancia para el desarrollo del antiguo municipio de Villaverde.
Entre el comienzo de la avenida, y el cruce con la Gran Vía de Villaverde, los edificios que la rodean no suelen superar las 3 plantas, existiendo algunas casas con parcelas en el lado impar de la misma. En esta zona, la vía urbana cuenta con solo dos carriles (uno para cada sentido de la circulación), lo que produce frecuentes embotellamientos debido al denso tráfico que soporta.
Una vez dejada atrás la Gran Vía de Villaverde, la avenida Real de Pinto se introduce en el polígono industrial de Villaverde, en donde cuenta con 2 carriles por sentido y una pequeña vía de servicio en cada una de los sentidos.
El trazado de la avenida es de 2600 metros, de los cuales 940 transcurren dentro del área urbana de Villaverde Alto.
- Datos: Q5714023